# Krzysztof Bosak
Krzysztof Bosak (* 13. června 1982, Zelená Hora) je polský pravicový konzervativní politik. V letech 2005–2006 byl předsedou Všepolské mládeže. V letech 2005–2007 byl a od roku 2019 znovu je poslancem Sejmu. Ve volbách roku 2020 kandidoval na polského prezidenta. Se ziskem 6,78% hlasů se umístil na čtvrtém místě a hlavou státu se tak nestal.